# Radim Uzel
Radim Uzel (27. března 1940 Ostrava – 2. května 2022 Praha) byl český gynekolog, sexuolog a regionální politik, popularizátor sexuologie, čestný předseda a člen vědecké rady Společnosti pro plánování rodiny a sexuální výchovu, a vysokoškolský pedagog.
Publikoval mnoho populárních článků v tisku, rozhovorů, je autorem publicistických relací v rozhlase a v televizi. Každoročně se zúčastňoval desítek přednášek a besed v oblasti sexuální výchovy.[zdroj?]

## Život
Narodil se roku 1940 v Ostravě jako pohrobek; pocházel z rodiny docenta analytické chemie na Karlově univerzitě a magistry farmacie. Po maturitě v roce 1957 na gymnáziu v Orlové nastoupil na Lékařskou fakultu Masarykovy univerzity v Brně, absolvoval v roce 1963. Později pracoval na gynekologicko-porodnickém oddělení OÚNZ v Ústí nad Orlicí; v roce 1967, po atestaci z ženského lékařství, byl přijat na II. ženskou kliniku v Brně jako vědecký pracovník přednosty prof. Uhra, léta 1969 začal pracovat jako lázeňský lékař ve Františkových Lázních; roku 1973 dokončil druhou, nadstavbovou atestaci z ženského lékařství. Studoval v Sexuologickém ústavu v Praze. Stal se krajským ordinářem v Ostravě, kde zůstal až do roku 1989. Od 1966 byl ženatý (manželka Helena zemřela v roce 2021). Dcera Kateřina (* 1967) vystudovala operní zpěv, ale věnuje se keramice a autorskému šperku.
Po sametové revoluci pracoval v pražském Ústavu pro péči o matku a dítě a od roku 1993 se stal ředitelem Společnosti pro plánování rodiny a sexuální výchovu (SPRSV). Byl členem výboru Sexuologické společnosti České lékařské společnosti J. E. Purkyně, členem zahraničních odborných společností European Association of Contraception (EAC) a International Society of Abortion Doctors (ISAD) (Mezinárodní společnost potratových lékařů). Byl také externím učitelem na 2. lékařské fakultě Univerzity Karlovy.
V březnu 2020 získal medaili Za zásluhy od prezidenta Miloše Zemana. Zemřel v květnu 2022 v Praze ve věku 82 let, příčinou úmrtí byla rakovina žaludku; předtím prodělal těžký covid.

## Politika
V době komunistické normalizace byl v Ostravě předsedou základní organizace Komunistické strany Československa. Po sametové revoluci stál u zrodu strany Nezávislá erotická iniciativa, za niž byl členem Zastupitelstva hl. m. Prahy. V senátních volbách 1996 neúspěšně kandidoval za Stranu zelených v Ostravě; získal 7,87 % hlasů. V senátních volbách 2000 poměrně těsně neprošel do druhého kola v obvodu Praha 12, kde kandidoval za ČSNS. Roku 2004 kandidoval do Senátu v Mělníku za stranu Sebeobrana voličů, kdy se dostal do druhého kola; zde však podlehl Jiřímu Nedomovi z ODS. V roce 2012 kandidoval za SPOZ, v Břeclavi; získal 4,68 % hlasů.
Mezi lety 1998 a 2001 byl místopředsedou představenstva Pražských služeb.
V lednu 2012 na autogramiádě knihy Ještě pár odpovědí komunistického ministra vnitra a federálního předsedy vlády z let 1970–1988 Lubomíra Štrougala Uzel pro média uvedl: „Lubomír Štrougal byl nejinteligentějším z českých komunistických státníků a byl jako jeden z mála komunistických představitelů uznáván i ve světě.“ Na to kriticky reagoval advokát politických vězňů z doby normalizace Milan Hulík.

## Kritika
Někteří odborníci a publicisté ho opakovaně kritizovali za veřejné výroky o sexuálním obtěžování, protože podle nich ze své pozice odborné autority zlehčuje tento problém a ospravedlňuje svými slovy sexistické chování. Za nepřijatelné jeho postoje označili někteří sexuologové, psychologové, právník a instruktor sebeobrany Pavel Houdek, expert na genderovou rovnost Tomáš Pavlas, či socioložka zaměřující se na sexuální výchovu Lucie Jarkovská. Sexuolog Pavel Turčan se ho zastal, podle něj výroky myslí jako bavič často v nadsázce a lidem je to zřejmé.
V prosinci 2020 vzbudila mediální kontroverzi série článků Kamila Fily Uzel zahradníkem v časopisu Heroine a následný rozhovor s Radimem Uzlem na DVTV. Lucie Jarkovská v reakci na to napsala, že role Radima Uzla se mediálně přeceňuje a že problém sexismu má širší kulturní souvislosti. Ženskoprávní organizace Beat Sexism, Česká ženská lobby, Gender Studies, Konsent a NESEHNUTÍ podaly na výroky Radima Uzla stížnost k České lékařské komoře pro nedodržování etických standardů lékaře.
Někteří také vyjádřili pochyby o jeho odborné způsobilosti pro práci soudního znalce (právník Pavel Houdek, sexuoložka a soudní znalkyně Želmíra Herrová).

## Rozhlasové pořady
- Červené uši, později přejmenováno na Červenání s doktorem Radimem Uzlem (1998); za tento program dostal cenu v mezinárodní soutěži vyhlášené Populačním institutem ve Washingtonu